# New Masters
New Masters ist das 1967 erschienene zweite Studioalbum des Sängers und Songwriters Cat Stevens.

## Geschichte
Das zweite Album von Cat Stevens erschien im Dezember 1967, neun Monate nach seinem Debütalbum Matthew & Son. Das Album ist das einzige, das sich nicht in den Hitparaden platzieren konnte. 
Der populärste Titel des Albums The First Cut Is the Deepest wurde durch die Interpretation von P. P. Arnold zum Hit, während die Singleauskopplung Kitty in Großbritannien lediglich Platz 47 in den Charts belegte.
Die Aufnahmen zum Album erfolgten im Oktober 1967 (Decca Studios, London), wieder mit Mike Hurst als Produzenten, dem Cat Stevens auch die Schuld an den schlechten Verkäufen gab, da er das Album wegen der durch Hurst veranlassten Orchestrierungen als überproduziert ansah.

## Titelliste
Alle Songs wurden von Cat Stevens geschrieben.
1. Kitty – 2:23
2. I’m So Sleepy – 2:24
3. Northern Wind – 2:51
4. The Laughing Apple – 2:39
5. Smash Your Heart – 3:02
6. Moonstone – 2:18
7. The First Cut Is the Deepest – 3:03
8. I’m Gonna Be King – 2:30
9. Ceylon City – 2:29
10. Blackness of the Night – 2:31
11. Come on Baby (Shift That Log) – 3:52
12. I Love Them All – 2:12

Erste CD-Wiederveröffentlichung 1989, zusätzliche Titel:
1. Image of Hell – 3:08
2. Lovely City (When Do You Laugh?) – 2:43
3. The View from the Top – 3:36
4. Here Comes My Wife – 3:00
5. It’s a Supa (Dupa) Life – 2:54
6. Where Are You – 3:03
7. A Bad Night – 3:11

Zweite CD-Wiederveröffentlichung 2003, zusätzliche Titel:
1. Here Comes My Wife [Mono Single Version]
2. Bad Night
3. Laughing Apple [Mono Single Version]
4. Kitty [Mono Single Version]
5. Blackness of the Night [Mono Single Version]
6. Lovely City (When Do You Laugh?) [Mono Single Version]
7. Image of Hell [Mono Single Version]
8. It’s a Supa (Dupa) Life [Mono Single Version]
9. Here Comes My Wife [Stereo Version]
10. Where Are You? [Mono Single Version]
11. View from the Top [Mono Single Version]